# Nikolay Nikolaevich Aseyev
Nikolay Nikolaevich Aseyev (tiếng Nga: Никола́й Никола́евич Асе́ев, 27 tháng 6 năm 1889 – 16 tháng 7 năm 1963) – nhà thơ Nga Xô Viết.

## Tiểu sử
Nicolay Aseyev sinh ở Lgov, tỉnh Kursk. Thời nhỏ sống với ông nội, là một người yêu thích dân ca, truyện cổ tích và kể chuyện rất hay. Tốt nghiệp trường trung học ở Kursk năm 1907. Học Đại học Thương mại Moskva trong các năm 1909 – 1912. Ngoài ra ông còn dự các khóa học ngôn ngữ ở Đại học Quốc gia Moskva và Đại học Tổng hợp Kharkov. Từ năm 1908 bắt đầu in bài ở các tạp chí Весна, Заветы, Проталинка. Một thời gian làm thư ký tòa soạn của tạp chí Русский архив. Từ năm 1922 chuyển về Moskva và sống ở đây cho đến cuối đời.
Nicolay Aseyev bắt đầu như một nhà thơ theo phái hình tượng. Tập thơ đầu tiên Tiếng sáo đêm (Ночная флейта) mang đậm hơi thở của trường phái thơ này. Từ năm 1914, Nicolay Aseyev cùng với Sergey Bobrov và Boris Pasternak là những nhà thơ chủ đạo của nhóm Trung tâm (Центрифуга). Nicolay Aseyev cũng thường xuyên trao đổi về thơ ca với Vladimir Mayakovsky và chịu sự ảnh hưởng của nhà thơ này. Từ năm 1923 ông tham gia nhóm Phái tả (ЛЕФ).
Ngoài thơ, Nicolay Aseyev còn viết các bài về lịch sử thơ Nga, thơ thiếu nhi và dịch thuật. Ông là người dịch thơ của Chủ tịch Mao Trạch Đông ra tiếng Nga. Nicolay Aseyev được tặng Giải thưởng Stalin, Huân chương Lenin và Huân chương Cờ đỏ. Ông mất ngày 16 tháng 7 năm 1963 ở Moskva.

## Tác phẩm
- Ночная флейта: Стихи. (Tiếng sáo đêm)/ Предисл. и обл. С. Боброва. — М.: Лирика, 1914. — 32 с.
- Зор. / Обл. М. Синяковой. — М.: Лирень, 1914. — 16 с.
- Леторей: Кн. стихов / Обл. М. Синяковой. — М.: Лирень, 1915. — 32 с.
- Ой конин дан окейн! Четвёртая кн. стихов. — М.: Лирень, 1916. — 14 с.
- Оксана. — М.: Центрифуга, 1916. — 88 с.
- Бомба. — Владивосток: Вост. трибуна, 1921. — 64 с.
- Аржаной декрет. — М.: Гиз, 1922. — 20 с.

## Một số bài thơ
| Những dòng giản dị Anh không thể nào sống chẳng có em! Không có em, ngày mưa – là hạn hán Không có em trời nắng – anh lạnh cóng. Không có em – Mátxcơva hóa rừng hoang. Không có em – một giờ bằng cả năm Giá mà được đem thời gian băm nhỏ Và thậm chí, lòng anh đây cứ ngỡ Bầu trời xanh là đá – nếu không em. Không điều gì anh muốn biết đâu em – Sức mạnh của thù, yếu hèn của bạn Và chẳng có điều chi anh trông ngóng Ngoài tiếng bước chân quý giá của em. Mùa hè đang về cuối Những bông hoa ửng hồng Ánh sáng giờ ít hơn Đang về gần bóng tối. Nhưng tia sáng vầng dương Không thuộc quyền bóng tối Mình vẫn như ngày ấy Cháy bỏng và chân thành. Romeo và Juliet Hỡi những con người đáng thương, tội nghiệp! Cuộc sống thiếu thơ cuộc sống thật buồn Thiếu khúc dạo đầu, cảm giác hõa huyền Sống trong thế giới chỉ toàn máy móc. Thiếu lung linh của muôn loài hoa cỏ Thiếu ngàn hoa lấp lánh, sáng long lanh Thiếu ngất ngư khoan khoái của mùi hương Từ những cái miệng con thơ rộng mở. Xin các người hãy mở mắt cho rộng Hãy để ý hơn và hãy lắng nghe Thế gian có bao nhiêu thứ diệu kỳ Mà cuộc sống xung quanh ta ban tặng. Đấy là tia nắng đầu tiên ve vuốt Những giọt sương trên lá cỏ và hoa – Cuộc tranh luận về họa mi, sơn ca Muôn đời của Romeo và Juliet. Bản dịch của Nguyễn Viết Thắng | Простые строки Я не могу без тебя жить! Мне и в дожди без тебя - сушь, Мне и в жару без тебя - стыть. Мне без тебя и Москва - глушь. Мне без тебя каждый час - с год, Если бы время мельчить, дробя; Мне даже синий небесный свод Кажется каменным без тебя. Я ничего не хочу знать - Слабость друзей, силу врагов; Я ничего не хочу ждать, Кроме твоих драгоценных шагов. Вот и кончается лето Вот и кончается лето, яростно рдеют цветы, меньше становится света, ближе приход темноты. Но — темноте неподвластны, солнца впитавши лучи,— будем по-прежнему ясны, искренни и горячи! Ромео и Джульетта Люди! Бедные, бедные люди! Как вам скучно жить без стихов, без иллюзий и без прелюдий, в мире счетных машин и станков! Без зеленой травы колыханья, без сверканья тысяч цветов, без блаженного благоуханья их открытых младенчески ртов! О, раскройте глаза свои шире, нараспашку вниманье и слух,— это ж самое дивное в мире, чем вас жизнь одаряет вокруг! Это — первая ласка рассвета на росой убеленной траве,— вечный спор Ромео с Джульеттой о жаворонке и соловье. |